# 伊沢蘭軒

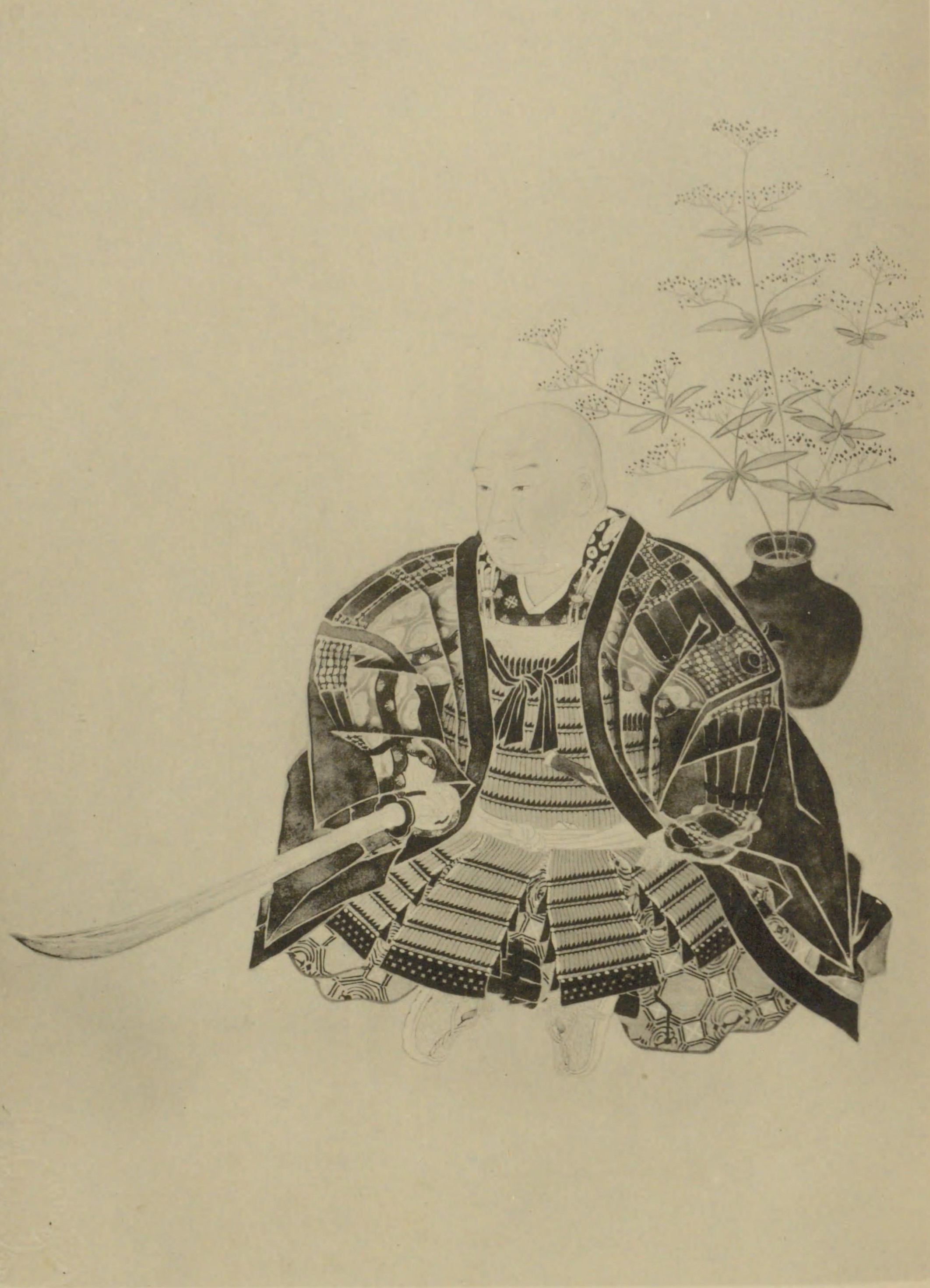
藤浪剛一『医家先哲肖像集』より伊沢蘭軒

伊沢 蘭軒（いざわ らんけん、安永6年11月11日（1777年12月10日） - 文政12年3月17日（1829年4月20日））は、江戸時代末期の医師、儒者。名は信恬、号は蘭軒、通称は辞安、堂号は酌源堂。

## 生涯
備後福山藩の藩医の子として江戸の本郷に生まれた。儒学・医学・本草学を学んで福山藩に仕えた。著名な漢詩人菅茶山や頼山陽、狂歌で知られる幕臣の大田南畝、書家の亀田鵬斎、考証学者の狩谷棭斎など多くの文人と親しかった。
藩主（阿部家）の信任が厚く、晩年に病で足が不自由になった後も特例として輦で城内に出仕することを許されたという。
多くの子弟を育てたが、榛軒・柏軒の二子のほか、蘭門五哲（清川玄道、森立之、岡西玄亭、山田椿庭、渋江抽斎）と呼ばれる五人が著名である。
文政12年（1829年）没し、麻布長谷寺に葬る。

## 家族
- 妻・益 - 旧姓・飯田[6]。
- 子・榛軒（1804-1852） - その娘・柏（かえ、1835年生）の入婿・棠軒（1833-1875、良安、長安、春安）は、旧名を田中淳良といい、杉田玄白の娘・八百と鳥取藩医・田中淳昌の子[6]。
- 子・柏軒（1810-1863） - のちに盤安と名乗って、幕府の漢科の奥医師となった。妻の俊（たか、とし）は狩谷棭斎の二女で、才女の誉れ高く「今少納言」と呼ばれた[6]。
- 子・長 - 井戸扇助の妻となる[6]。

## 蘭門五哲
- 清川玄道（1838－1886） - 医師・榎本玄昌の二男で清川金馬の養子となり、代々玄道を名のる漢方医の5代目となる。文久2年江戸日本橋で開業。明治12年西洋医学に対抗して浅田宗伯が組織した漢方医学研究所温知社の副都講を務めた。娘の鋭（えい）は杉田玄白の孫の田中淳貞（悌庵）に嫁いだ。[7][6]
- 森立之
- 山田椿庭
- 岡西玄亭
- 渋江抽斎

## 伝記
- 森鷗外『伊沢蘭軒』晩年の史伝、新版は『鴎外歴史文学集　第6巻 - 第9巻』岩波書店。村上哲見等による注解[8]